# De Oude Tempel (Soesterberg)
De Oude Tempel in Soesterberg is een gemeentelijk monument in de gemeente Soest in de provincie Utrecht.
Het voormalige landhuis werd in 1919 gebouwd voor de Utrechtse jonkheer R.A. van Holthe tot Echten naar een ontwerp van de Amersfoortse architect M.J. Klijnstra.  De naam is ontleend aan een grote boerderij annex bierhuis aan de Amersfoortsestraatweg die in 1867 was afgebrand. In 1912 werd het landgoed door Van Holthe tot Echten gekocht van koningin Emma. In de Tweede Wereldoorlog is het huis voor een groot deel vernield en beschadigd. In 1946 liet de Nederlands Hervormde Stichting voor Zenuw- en Geesteszieken de schade herstellen. De rieten kap zou pas in 2003 teruggezet worden. Het pand kreeg na de oorlog een woon- en kantoorfunctie. In 1963 werd een vleugel aan de villa gebouwd naar een ontwerp van architect Albert van Essen. In 1971 volgde een uitbouw aan de linkerzijde. Het middengedeelte van de symmetrische voorgevel wijkt iets terug.
Het complex ligt in een parkbos en bestaat naast het landhuis uit een voormalig jachthuis en een jachtopzienerswoning. Het pand is eigendom van De Open Ankh, een samenwerkingsverband van stichtingen voor zorg aan psychiatrische en geriatrische cliënten en mensen met een verstandelijke handicap.